# 成功路上
《成功路上》（英語：Rain in the Heart）是香港電視廣播有限公司拍攝製作的時裝劇集，全劇共40集，監製梁材遠。

## 簡介
《成功路上》是时装中篇剧，讲述三个年青人徘徊在错综复杂的事业、亲情、友情及感情路上，如何挣扎求存，最后拐手迈向成功路上！首播時以《義不容情》為宣傳賣點，但反響與收視平平。

## 故事大綱
劉家偉（郭晉安飾）就讀理工學院，與鄰居張順品（林嘉華飾）俱熱愛踢足球，結為好友，兩人同時心儀江可寧（林其欣飾），順品自卑學歷不及家偉，甘願讓愛，可寧長期寄居人下，在家偉鼓勵下，找到日式食品店侍應工作，初遇名利引誘，毅然與家偉分手。
家偉母親莊麗裳（黃愷欣飾）本是劉慶成（關海山飾）外室，為給兒子名份，後嫁予慶成，家偉一向不諒解父親，父子感情不睦；慶成女兒劉淑珍（南紅飾）、女婿李永祥、男孫劉建邦、孫媳王素芬恐怕家偉母子分薄身家，屢屢設計陷害，獨淑珍女兒李玉賢（何美婷飾）心存正義，對家偉母子友好。
家偉、順品結識富家子鍾文傑（羅嘉良飾），文傑狂追順品之妹張紫珊（劉小慧飾），兩人最終共諧連理。家偉、順品、文傑三人合資開設藥房，慶成不滿文傑之父鍾存信傾慕麗裳，復遭淑珍等人唆擺，一時激動，中風入院，幸無大礙。家偉認識社工童瑤（周海媚飾），一見鍾情，順品再一次無言退出。順品讀夜校時認識任教的玉賢，兩人墮愛河。
慶成與家偉再次發生衝突，在麗裳勸解下，家偉終明白父親的為人，趕往醫院探望彌留之際的父親，慶成含笑而逝。家偉接管家族餅店生意，發覺淑珍已做手腳，在順品幫忙下，眾人艱苦經營；家偉重遇已厭倦風塵生涯的可寧，可寧決重奪家偉......

## 演員表
- 郭晉安 飾 劉家偉
- 周海媚 飾 童　瑤
- 羅嘉良 飾 鍾文傑
- 林嘉華 飾 張順品
- 叢世權
- 黎耀祥
- 陳國志
- 譚炳文 飾 張 洪
- 白茵
- 黃愷欣 飾 莊麗裳
- 劉小慧 飾 張紫珊
- 廖麗麗
- 劉兆璋
- 陳珮珊
- 駿　雄
- 江明輝
- 黃宗賜
- 吳瑞庭
- 徐廣林
- 關海山 飾 劉慶成(龍鳳餅店創辦人)
- 冼蓮寶
- 蕭山仁
- 黃成想
- 南　紅 飾 劉淑珍
- 羅國維 飾 李永祥
- 羅浩楷 飾 劉建邦 (劉慶成孫)
- 黃敏儀 飾 素芬
- 盧宛茵 飾 美姿 (鍾文傑母)
- 歐陽莎菲
- 王敏明
- 梅智清
- 何美婷 飾 李玉賢
- 梁葆貞
- 陳均榕
- 吳博君
- 虞天偉
- 林其欣 飾 江可寧
- 林韋辰
- 劉　允
- 梁少狄
- 何璧堅
- 黃　新
- 石　雲
- 陳中堅
- 王　偉飾 鍾存信
- 林燕明
- 白韻琴
- 梁　愛
- 田永加
- 張璧祺
- 陳玉麟
- 曾健明
- 黎冠成
- 凌禮文
- 黃一飛
- 林家棟
- 姜為南
- 許實賢
- 張　靜
- 曾慧雲
- 譚兆明
- 顏昭雄
- 丁　茵
- 梁舜燕 飾 童曾善美
- 許紹雄 飾 曾善良
- 侯尉雲
- 鄧煜榮
- 麥皓為
- 胡櫻汶
- 李家鼎
- 談泉慶
- 盧宛茵
- 陳勉良
- 黃英耀
- 余慕蓮
- 溫雙燕
- 陳惠瑜
- 馬小虎
- 譚一清
- 駱應鈞飾 Simon
- 陳國邦
- 黃健峰
- 曾耀明
- 李顯明
- 薛　峻
- 曾航生
- 韓　俊
- 黎海珊
- 王偉樑
- 李衛民
- 彭峻輝
- 褚肇淇
- 李煌生
- 李桂英
- 李家聲
- 葉碧雲
- 王鴻琴
- 龍　軒
- 林文龍
- 李中寧
- 戴少民
- 周天得
- 凌　漢
- 白文彪
- 鄭少萍
- 姜為南
- 朱承彩
- 欣　樺
- 林靖淋 飾 同學
- 楊子韜
- 黃天鐸
- 孫季卿
- 陳沛汶
- 邵仲衡